# Mistérios de Santa Luzia

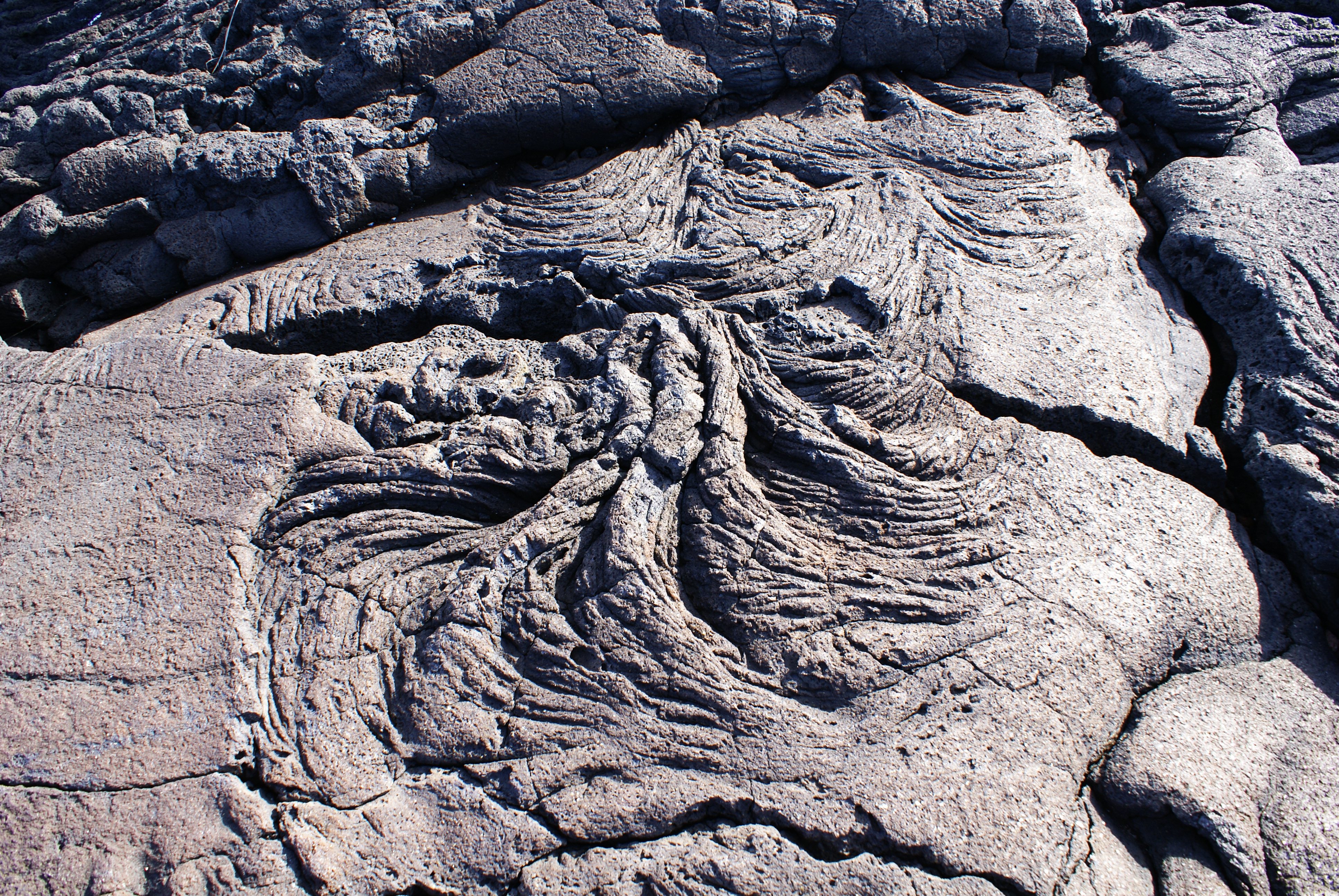
Lava encordoada na Paisagem Protegida de Interesse Regional da Cultura da Vinha da ilha do Pico, lajido de Santa Luzia.

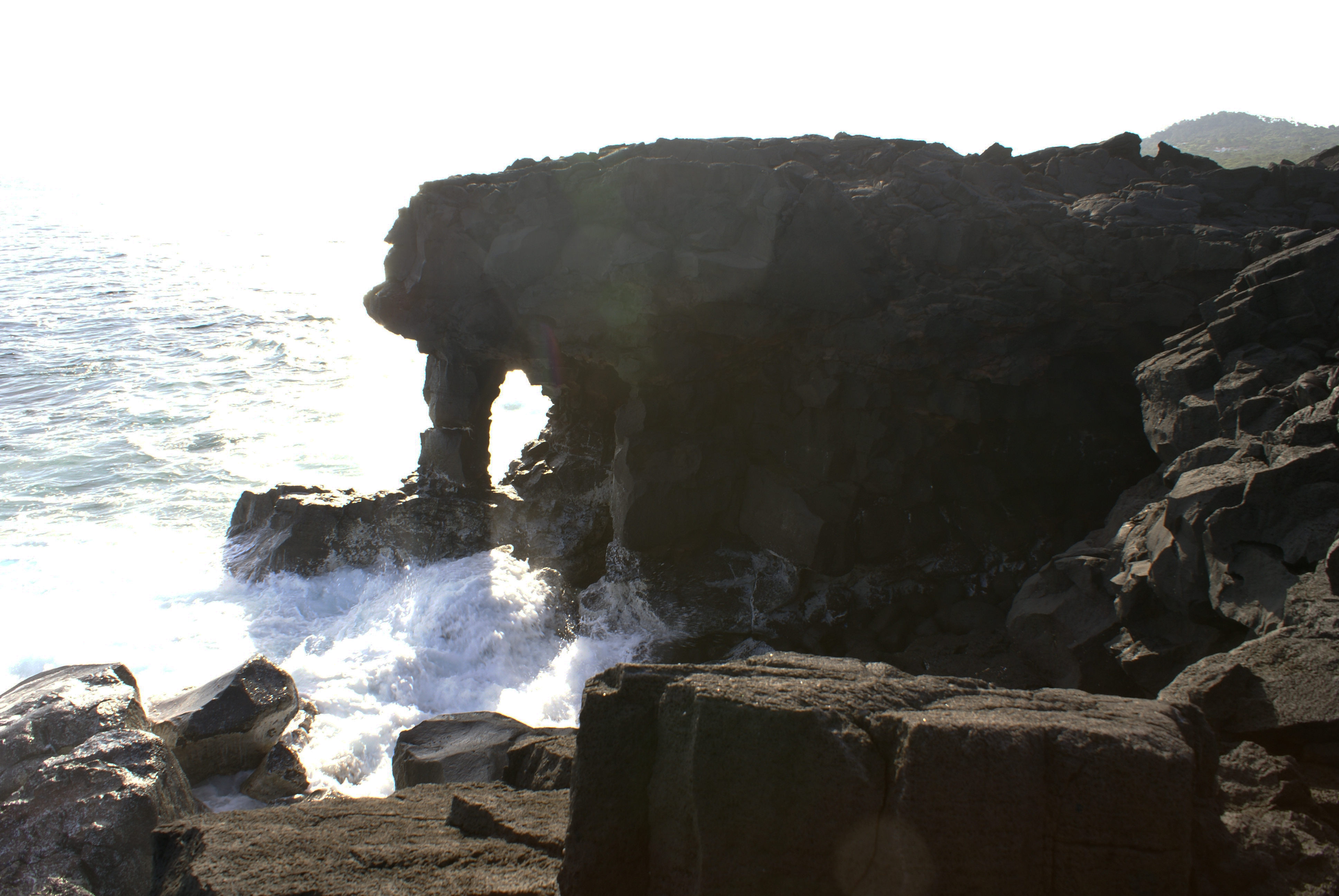
Paisagem Protegida de Interesse Regional da Cultura da Vinha da ilha do Pico, onde a lava encontra o mar, colunas de lava.

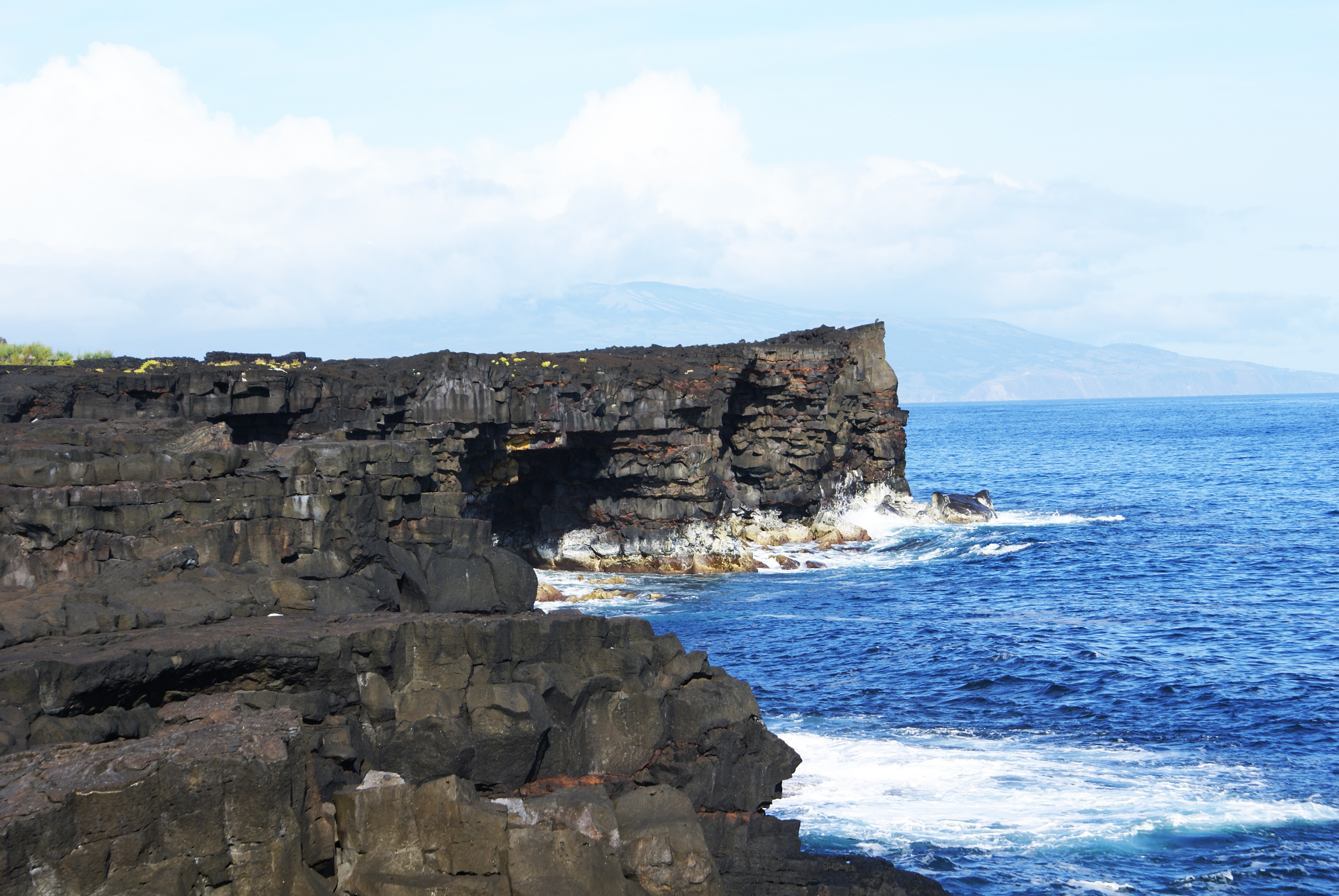
Paisagem Protegida de Interesse Regional da Cultura da Vinha da ilha do Pico, onde a lava encontra o mar.

Os  Mistérios de Santa Luzia  são uma localidade da Freguesia de Santa Luzia, Concelho de São Roque do Pico, ilha do Pico, arquipélago dos Açores.
Na origem desta local estiveram duas erupções vulcânicas, uma ocorrida no século XVI e uma outra nos princípios do século XVIII, mais precisamente em 1718. Esta última erupção teve grande violência, tendo procedido à expulsão de grandes quantidades de lava, cujas escoadas de lava, em alguns casos, chegaram a percorrer distâncias de nove quilómetros até atingirem o mar entre o Porto do Cachorro e o Lajido.
Estes campos de lava negra, tem sido ao longo dos séculos locais de cultivo de vinha, de cujos vinhos de elevadas qualidades se destaca o Verdelho.